# ویندیمر (تگزاس)
ویندیمر (به انگلیسی: Windemere) یک منطقهٔ مسکونی در ایالات متحده آمریکا است که در شهرستان تراویس، تگزاس واقع شده‌است. ویندیمر ۱٫۳۷ کیلومتر مربع مساحت و ۱٬۰۳۷ نفر جمعیت دارد و ۲۳۱ متر بالاتر از سطح دریا واقع شده‌است.